# Манякин, Гавриил Степанович
Гавриил Степанович Манякин (14 апреля 1914, Георгиевка, Воронежская губерния — 5 апреля 1969, Георгиевка, Воронежская область) — бригадир колхоза «Герой Труда».

## Биография
Родился 1 апреля 1914 года в селе Георгиевка (ныне — Панинского района Воронежской области). Русский.
В 1930—1938 годах работал колхозником, трактористом в колхозе «Герой Труда». В 1938—1939 — председатель Георгиевского сельского Совета.
В армии с 1941 года. Участник Великой Отечественной войны. В октябре 1942 года окончил курсы младших лейтенантов при 2-й ударной армии. Был командиром пулемётной роты, заместителем командира батальона по строевой части. Воевал на Волховском и Ленинградском фронтах. Участвовал в обороне Ленинграда. Был трижды ранен. В 1944 году после тяжёлого ранения демобилизован.
В 1944—1945 — председатель 2-го Михайловского сельского Совета, в 1945—1946 — заместитель председателя колхоза. В 1946—1949 — бригадир колхоза «Красный маяк», бригадир колхоза «Герой Труда» Панинского района Воронежской области.
За получение высокого урожая ржи на площади 18 га Указом Президиума Верховного Совета СССР от 7 мая 1948 года Манякину Гавриилу Степановичу присвоено звание Героя Социалистического Труда с вручением ордена Ленина и золотой медали «Серп и Молот».
В 1949—1956 — председатель колхоза, в 1956—1960 — агроном колхоза, в 1960—1968 — бригадир комплексной бригады, бригадир тракторной бригады колхоза «Красный маяк».
Умер 5 апреля 1969 года. Похоронен в селе Георгиевка Панинского района Воронежской области.
Награждён орденами Ленина, Красной Звезды, медалями.